# لاوابیت
لاوابیت (به انگلیسی: Lavabit) یک شرکت سرویس‌دهنده رایانامه (ایمیل) بود که توسط لادار لویسون در سال ۲۰۰۴ پایه‌گذاری شد. سرویس ایمیل این شرکت در ۸ اوت ۲۰۱۳ با گذاشتن پیامی از طرف صاحب این شرکت در صفحه اصلی خود، بسته و بکار خود پایان داد. اما از ۲۰ ژانویه ۲۰۱۷ این سرویس ایمیل بار دیگر فعال شده و به کاربران خدمات ارائه می‌دهد.
لاوابیت به علت ضریب امنیتی بالای خود مشهور بود و ۴۱۰ هزار مشترک داشت. گفته می‌شود ادوارد اسنودن (افشاگر افشاگری‌های جاسوسی گسترده (از سال ۲۰۱۳ تا کنون)) از خدمات این شرکت استفاده می‌کرده‌است و پس از آنکه این شرکت در زمینه رصد کاربرانش با دستگاه‌های اطلاعاتی آمریکا همکاری نکرده‌است مجبور می‌شود به کار خود پایان دهد. بنیان‌گذار این شرکت، لادار لوینسن، در این زمینه می‌گوید: «من مجبور شدم تصمیم دشواری بگیرم. در جرایم علیه مردم آمریکا همدستی کنم یا اینکه ۱۰ سال کار سخت را فراموش کرده و لاوابیت را ببندم» و اضافه می‌کند به علت محدودیت‌هایی که دارد نمی‌تواند توضیح بیشتری در این مورد بدهد.

## پیشینه
در سال ۲۰۰۴ برنامه‌نویسان تگزاس، شرکتی با مسئولیت محدود به نام نِردشاک  راه‌اندازی کردند که پس از یکسال به لاوابیت تغییرنام داد. در پی مشکلات حفاظتی ایمیل‌هایی مانند جی‌میل که با استفاده از محتویات ایمیل‌های کاربران آن تولید پیام‌های تبلیغاتی می‌کند، لاوابیت پیشنهاد حفاظتی شامل رمزنگاری کلید عمومی را به کاربران خود داد. قدرت امنیت روش‌های رمزنگاری در سطحی بود که حتی برای مأموران اطلاعاتی نیز شکستن آن بسیار دشوار بود. لاوابیت پیش از معلق کردن سرویس‌های خود در اوت ۲۰۱۳ دارای حساب‌های رایگان و پولی با ظرفیت بین ۱۲۸ مگابایت تا ۸ گیگابایت و ۴۱۰۰۰۰ کاربر بود.

## امنیت
لویسن در مورد شیوه رمزنگاری اطلاعات در لاوابیت گفته‌است که داده‌های این سرویس با دو  کلید عمومی و خصوصی رمزنگاری شده و از کلید خصوصی با استفاده از یک گذرواژه محافظت می‌شود. به‌طوری‌که خود او امکان رمزگشایی این داده‌ها را ندارد. اما اگر کسانی ارتباط بین سرور لاوابیت و کاربرانش را شنود الکترونیک کنند، به گذرواژه کاربر دست پیدا خواهند کرد و می‌توانند اطلاعات را رمزبگشایند.

## بازرسی
در ۱۰ ژوئن ۲۰۱۳ یک حکم بازرسی برای یکی از کاربران لاوابیت که مشکوک به دست داشتن در پورنوگرافی کودکان بود صادر شد. مشخص نیست آیا بسته شدن این سایت ارتباطی با این حکم داشته باشد.

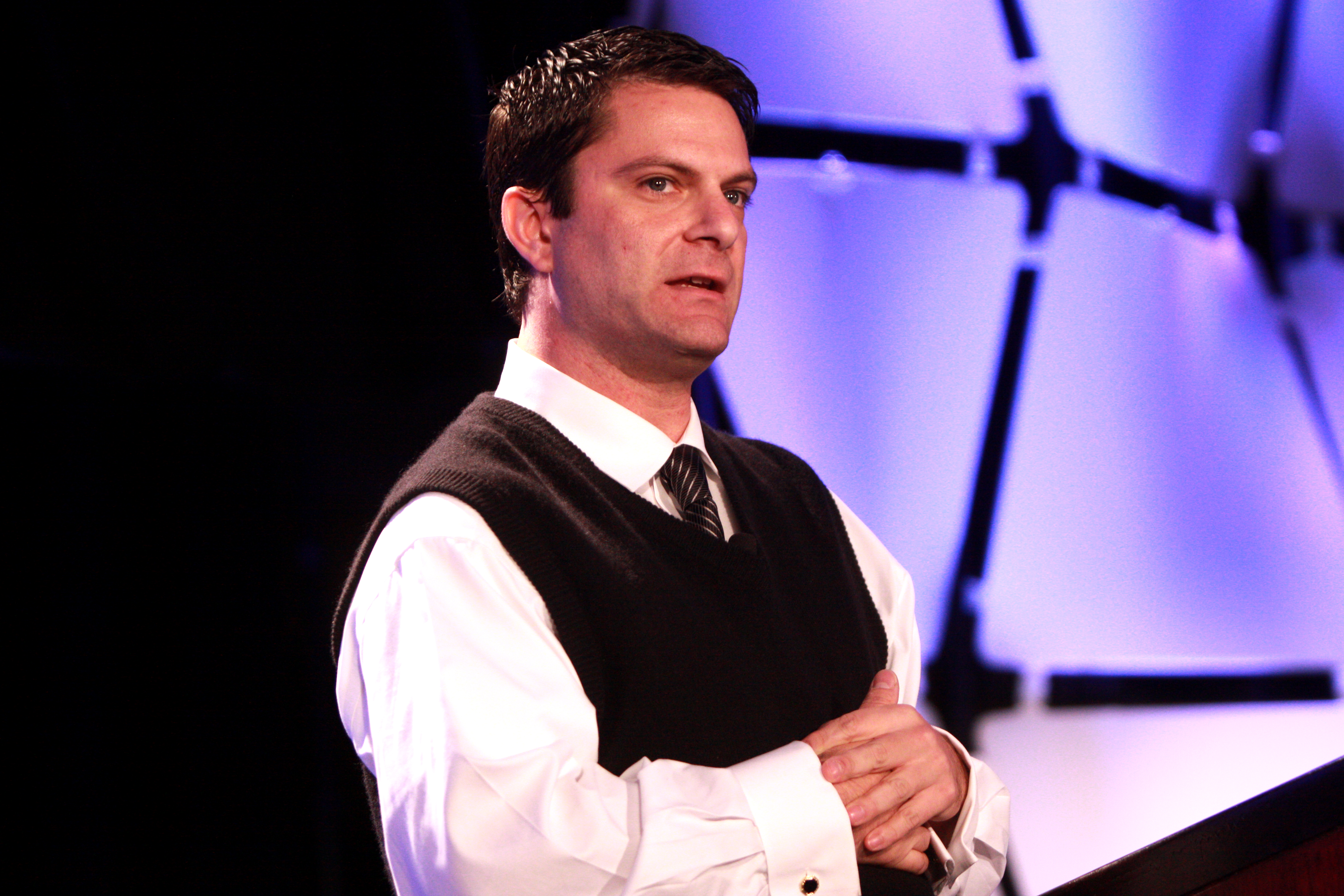
لادار لویسون در سپتامبر ۲۰۱۳

## رشد
این سرویس پس از اینکه مشخص شد ادوارد اسنودن یکی از کاربران آن بوده و از ایمل خود در لاوابیت برای تماس با فعالین و وکلای حقوق بشر در کنفرانسی که در فرودگاه بین‌المللی شرمتیوو مسکو برگزار شده بود استفاده کرده به شدت مورد توجه رسانه‌ها قرار گرفت و نام‌نویسی ماهانه در آن سه‌برابر شد. لاوابیت حدود ۴۰ هزار ثبت ورود در روز و ۱٫۴ میلیون پیام در هفته داشته‌است و تنها با یک کارمند تمام‌وقت به فعالیت خود ادامه می‌داد.

## تعطیلی
لادار لویسن که به گفته خودش پیش از این در مورد دیگری با دولت همکاری داشته، علت تعطیلی سرویس خود را در شرایط جدید، نگرانی‌اش در مورد مجبورشدن به تسلیم اطلاعات به دستگاه‌های اطلاعاتی پیش از حکم مستقیم دادگاه، و استفاده آن‌ها از روش‌های محرمانه بیان کرد. لویسن شرط بازگشت این سرویس را ایجاد یک رویه قضایی که مانع کار دولت شود اعلام نمود. او که رایانشانی اصلی خودش هم در این ماجرا از دسترس خارج شده‌است گفت «اگر آنچه من در مورد رایانامه می‌دانستم می‌دانستید، ممکن بود شما هم دیگر از آن استفاده نکنید».
تنها ساعاتی پس از از کار افتادن لاوابیت، خدمات رایانامه دیگری به نام سایلنت سیرکل اعلام کرد که به صورت پیشگیرانه و برای جلوگیری از فاش شدن اطلاعات کاربرانش اقدام به خاموش کردن سرویس خود و پاک‌کردن همه رایانامه‌های ذخیره‌شده‌اش کرده‌است.

## راه‌اندازی دوباره
از ۲۰ ژانویه ۲۰۱۷ این سرویس ایمیل بار دیگر فعال شده و به کاربران خدمات ارائه می‌دهد. هم‌اکنون تنها، کاربران پیشین آن امکان استفاده را دارند.. به زودی پذیرش اعضای جدید امکان‌پذیر خواهد شد. اما امکان دسترسی به ایمیل‌های قدیمی برای این کاربران وجود ندارد.
لادار لویسون در یادداشتی که در این وب‌گاه نوشته است که: «ایمیل قلب هویت سایبری هر فرد است و راه اندازی سرویس ایمیل امن ارزش‌های، قانون اساسی ایالات متحده آمریکا از جمله آزادی، عدالت و استقلال و اختیار را تصمین می‌کند.
نسخه جدید لاوابیت قرار است با سرمایه‌گذاری شرکت «کِرک استارتر» در محیط ایمیل اینترنت تاریک (Dark Internet Mail Environment – DIME) با استاندارد رمزگذاری سرتاسر فعالیت کند. DIME تنها استاندارد خودکار، فدارال و رمزنگاری شده‌است که تنها افراد دو طرف ارتباط، قادر به خواندن پیام‌ها هستند. در این شیوه ارتباطی، شنود کلیدهایی که برای رمزگذاری مکالمه استفاده می‌شود برای هیچ فردی از جمله رساننده خدمات اینترنتی و ارائه دهندگان خدمات مخابراتی امکان‌پذیر نخواهد بود. بنابراین نشت اطلاعات و فراداده‌ها به حداقل می‌رسند. این رمزگذاری از طریق بهبود امنیت روش‌های رمزگذاری ایمیل‌ها مانند پی‌جی‌پی و توسعه چندمنظوره پست الکترونیک اینترنت/امن انجام می‌شود.

### روش‌های رمزنگاری
DIME سه روش رمزنگاری ۱) اعتماد کامل (trustful)، ۲) محتاط (cautious) و ۳) پارانوید (paranoid) را برای کاربران ارائه می‌دهد.
در رمزنگاری اعتماد کامل که برای کاربرانی عادی مناسب است، سرور رمزنگاری را در ایمیل فرستنده انجام داده و ضروری است که کاربر به عدم بازنویسی گذرواژه‌ها و  پیام‌ها در هنگام رمزنگاری اطمینان داشته باشد. در این روش کلیدهای رمزنگاری کاربران در سرور ایمیل ذخیره می‌شوند.
رمزنگاری محتاط برای افرادی مناسب است که به فراهم‌کننده سرویس ایمبل اعتماد ندارند. در حالت پارانوید هیچ‌کدام از کلیدهای خصوصی کاربران بر روی سرورها ذخیره نمی‌شوند. بلکه کلیدهای رمزگشایی ایمیل در کامپیوتر خود کاربر ذخیره شده و خود کاربر در هنگام فرستادن ایمیل باید به به صورت دستی، این کلیدها را برای گیرنده بفرستد تا گیرنده نیز بتواند به متن ایمیل دسترسی پیدا کند. اگر به هر دلیلی این کلیدها از دست بروند، ایمیل برای هیچکس قابل دسترسی نخواهد بود. برای استفاده از حالت پارانوید، کاربر نیاز به مهارت فنی بالایی در مدیریت کلید رمزنگاری شده دارد.

### ماژول سخت‌افزاری
در سرویس جدید ماژول امنیتی سخت‌افزاری با استانداردهای پردازش اطلاعات فدرال ایالات متحده سازگار است و به سرویس‌ها امکان استفاده از کلیدهای دیجیتال را بدون دسترسی به دایرکتوری آن‌ها می‌دهد. برای پیشگیری از دسترسی به کلیدهای ماژول امنیتی سخت‌افزاری، سرور به صورت خودکار و تصادفی، یک عبارت رمزگذاری شده طولانی را که حتی خود لاوابیت نیز قادر به رمزگشایی آن نیست ایجاد می‌کند. در گام بعدی، این عبارت به یک ماژول سخت‌افزاری منتقل شده و پس از استفاده از عبارت رمزگذاری شده در کامپیوتر مقصد برای دستیابی به کلید ایمیل، این عبارت رمزگذاری شده نیز از بین خواهد رفت.

## واژه‌نامه
1. ↑  Ladar Levison
2. ↑  Nerdshack LLC
3. ↑  Silent Circle